# Les Ajoncs (film)
Pour plus de détails, voir Fiche technique et Distribution.
Les Ajoncs est un court métrage français réalisé par René Vautier et sorti en 1970.

## Fiche technique
- Titre : Les Ajoncs
- Réalisation : René Vautier
- Scénario : René Vautier
- Photographie : Bruno Muel
- Son : Antoine Bonfanti et Michel Desrois
- Montage : Éric Faucherre et Nedjma Scialom
- Musique : Jean Wiener
- Société de production : Reggane Films
- Pays de production :  France
- Durée : 10 minutes
- Date de sortie : 1970

## Distribution
- Mohamed Zinet

## Distinctions
- 1970 : Prix du film antiraciste décerné par l'Amicale des associations de travailleurs immigrés en Europe[1]
- 2017 :  Festival de cinéma de Douarnenez/Gouel ar filmoù (sélection « Luttes et cinéma en Bretagne »)[2]